# TATA LPT-1116
ТАТА LPT-1116 — индийский среднетоннажный грузовой автомобиль с антиблокировочной системой производства Tata Motors. Модель TATA LPT-1116 разработана специально для рынка стран СНГ, и применяется как во всех сферах бизнеса, так и для удовлетворения запросов специальных коммунальных и муниципальных служб.

## Технические характеристики
Автомобиль комплектуется четырехтактным дизельным двигателем с турбонаддувом ТАТА 697 ТС 66 Евро-3, объёмом 5675 см3, мощностью 155 л. с., крутящим моментом 630 Н*м, КПП — механическая, 5 ступенчатая. Колёсные диски и шины — 8,25 R20.

## Другая информация
За основу шасси TATA LPT-116 был взят Mercedes-Benz LK 814. Автомобиль производился также фирмами ZF, Knorr-Bremse, Bosch, Beru, Voss и др. Мощность двигателя составляет 155 л. с. Система BERU допускает запуск двигателя в любое время суток.